# ابن شرف قیروانی
[[]]
ابن شرف قیروانی (۹۹۹-۱۰۶۷م) (نسب عربی:ابوعبیدالله محمد بن ابی سعید بن شرف قیروانی) از شاعران بزرگ عرب اندلسی بود. از یک چشم نابینا بود. میان او و ابن رشیق، هجوگویی و دشمنی‌نمایی بود.
ابن شرف با نام کامل ابوعبداالله مو بن‌عمد بن سعید بن احمد بن شرف الجودهمی القیروانی، در سال ۱۰۰۰ میلادی (۳۹۰ ق) در قیروان به دنیا آمد.

## آثار
- أبکار الأفکار
- رسالة الانتقاد